# Kolej zaniemeńska
Zaniemeńska Kolej Żelazna, kolej zaniemeńska – historyczna linia kolejowa w Imperium Rosyjskim wybudowana w latach 1895–1899 łącząca: Grodno, Augustów, Suwałki, Olitę i Orany.
Obecnie na terytorium Polski dawna kolej zaniemeńska stanowi odcinki linii kolejowej nr 40 i linii kolejowej nr 51 oraz jest odcinkiem europejskiego korytarza E 75 Rail Baltica.

## Historia
Zaniemeńska Kolej Żelazna została zbudowana jako linia szerokotorowa przez armię rosyjską. Przy jej budowie pracowali oddelegowani z Petersburga inżynierowie cywilni. Wśród nich był m.in. konstruktor Tadeusz Wenda, który zaprojektował most kolejowy na Niemnie.
Do 1914 roku linia służyła głównie celom wojskowym. Łączyła przygraniczne miasto garnizonowe Suwałki z Koleją Warszawsko-Petersburską, miastem garnizonowym Orany oraz twierdzami w Grodnie i w Olicie.
W czasie I wojny światowej zarząd nad linią przejęły wojska niemieckie, które rozpoczęły integrację kolei zaniemeńskiej z liniami normalnotorowymi Prus. Prace te zostały przerwane wraz z upadkiem Cesarstwa Niemieckiego.
W 1919 roku w okolicach stacji Trakiszki, linia została przecięta granicą polsko-litewską. Podobna sytuacja powstała w okolicach stacji Orany. Z uwagi na konflikt graniczny pomiędzy Republiką Litwy i Rzecząpospolitą Polską nie było możliwości prowadzenia ruchu kolejowego na odcinkach Suwałki – Szostaków i Orany – Artyleryjskaja.
Zerwanie stosunków dyplomatycznych przez oba kraje po 1922 roku doprowadziło do sytuacji, w której dwa państwa sąsiadujące rozwijały swoje odcinki kolei zaniemeńskiej niezależnie, integrując je z własnymi sieciami kolejowymi. Pociągi po stronie polskiej dojeżdżały torami o rozstawie 1435 mm od strony Grodna do stacji w Trakiszkach, natomiast po stronie litewskiej odcinek Świdziszki – Szostaków – Olita – Artyleryjskaja połączono torami z Kownem. W tym celu w 1922 roku zbudowano nową linię kolejową Kozłowa Ruda – Szostaków. Od 1927 roku zrezygnowano z obsługi odcinka Olita – Artyleryjskaja i odcinek stał rozebrany. Odcinek Szostaków – Granica Państwa był rozebrany po 1922 roku.
Po II wojnie światowej linia została przecięta granicą polsko-radziecką. Rozebrano odcinek Kamienna Nowa – Łosośna, a następnie po stronie polskiej wybudowano nową linię kolejową Kamienna Nowa – Sokółka.
W związku z powstaniem polsko-litewskiego przejścia granicznego w 1992 roku odbudowano tor na odcinku Mockava – Trakiszki.

## Zdjęcia

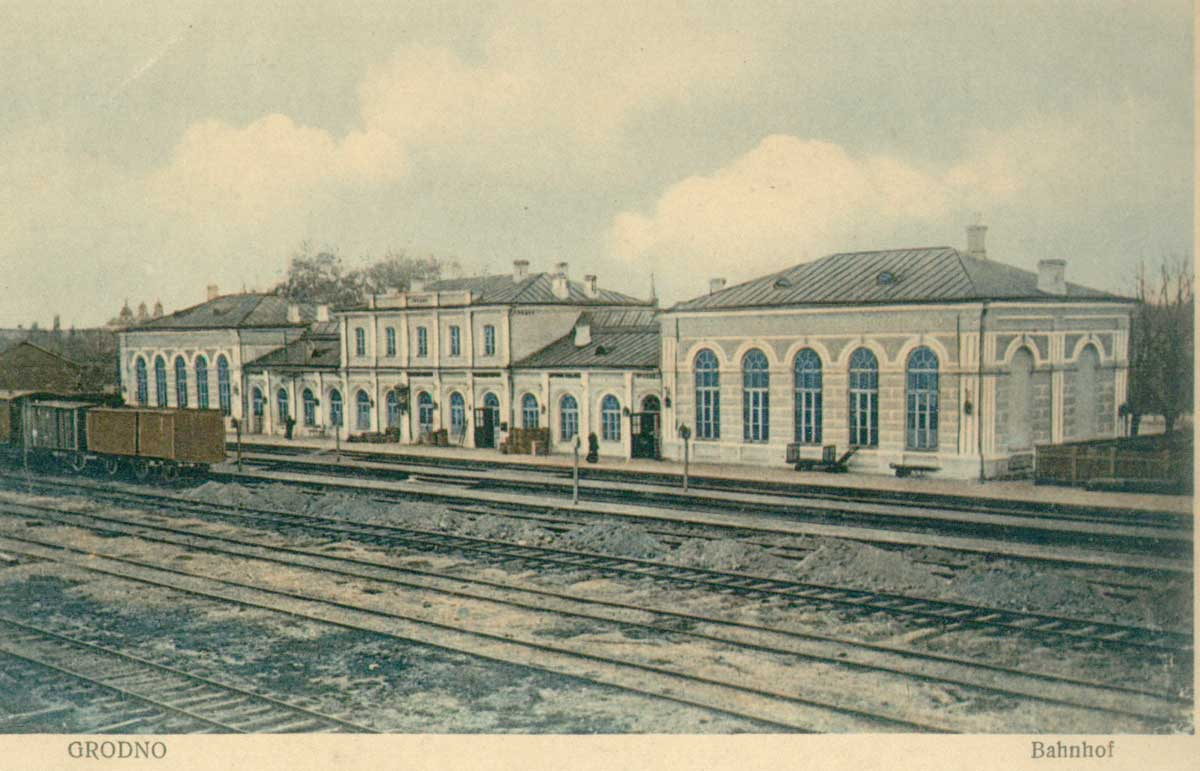
Grodno (1915)
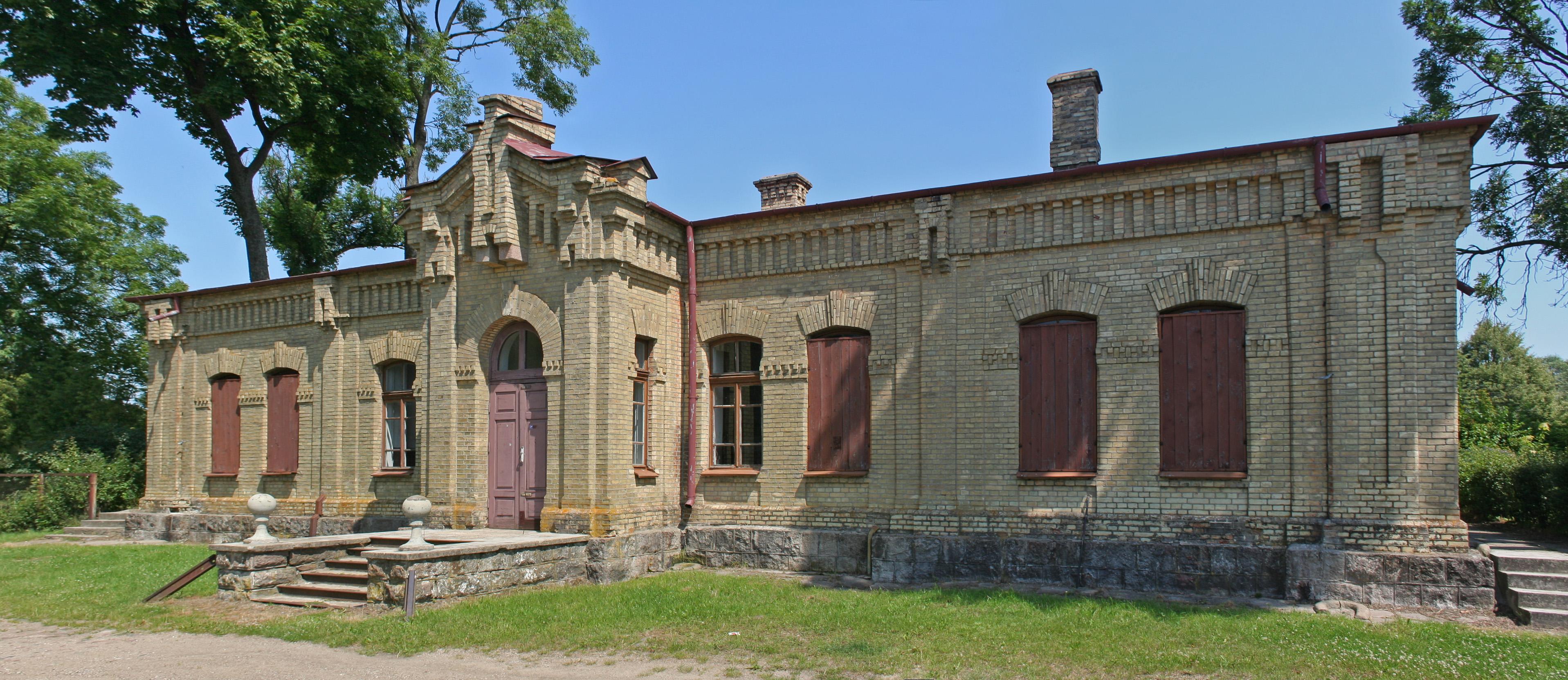
Kamienna Nowa
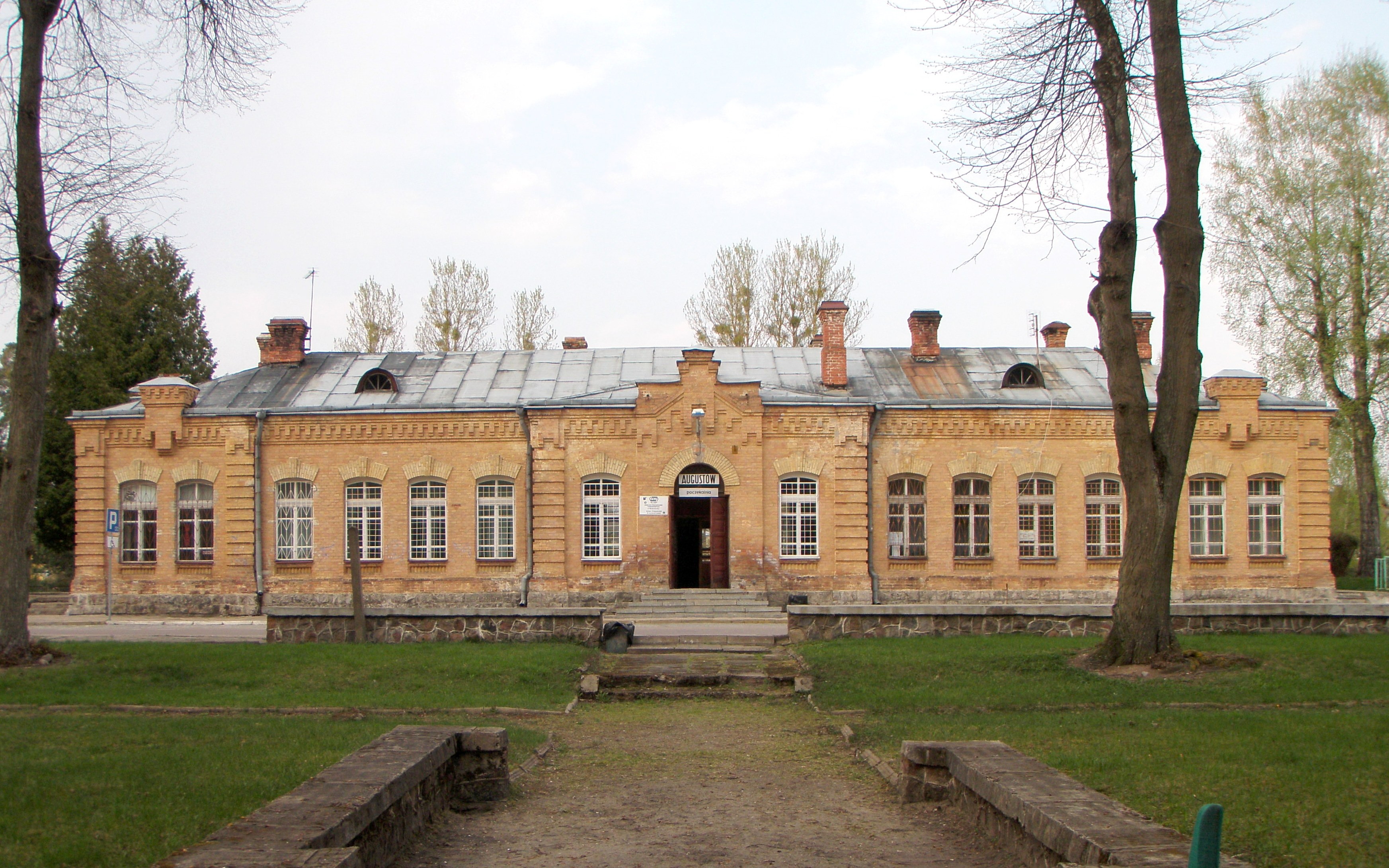
Augustów
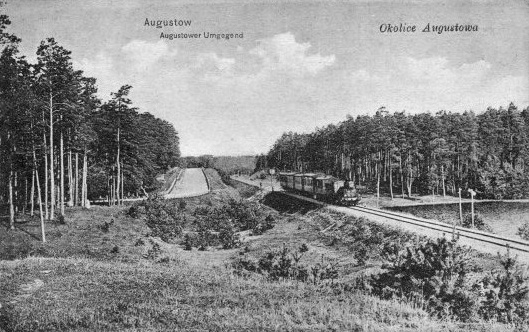
Okolice Augustów Port (przed 1914)
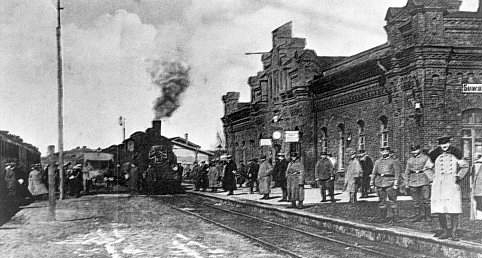
Suwałki (1917)
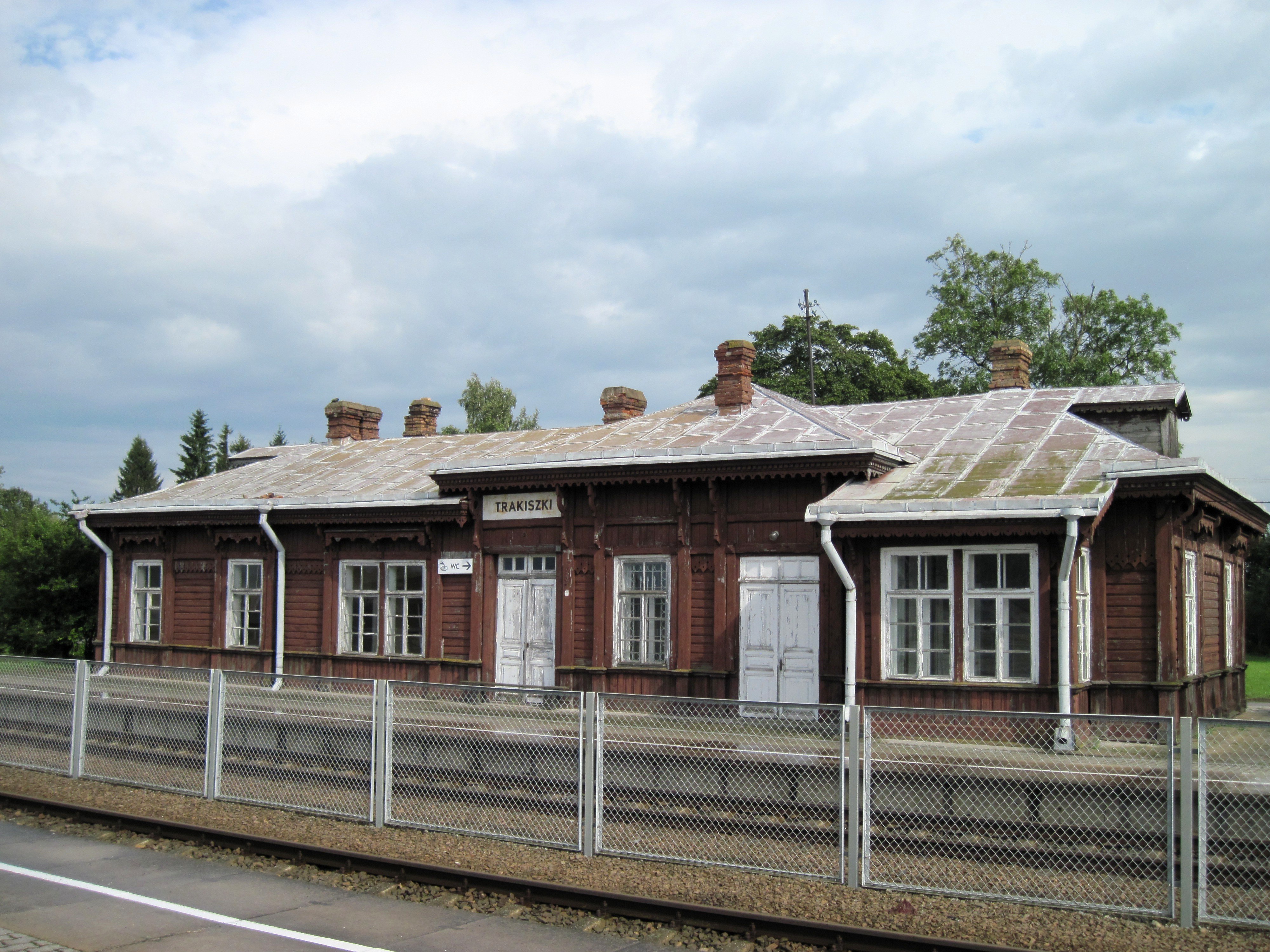
Trakiszki
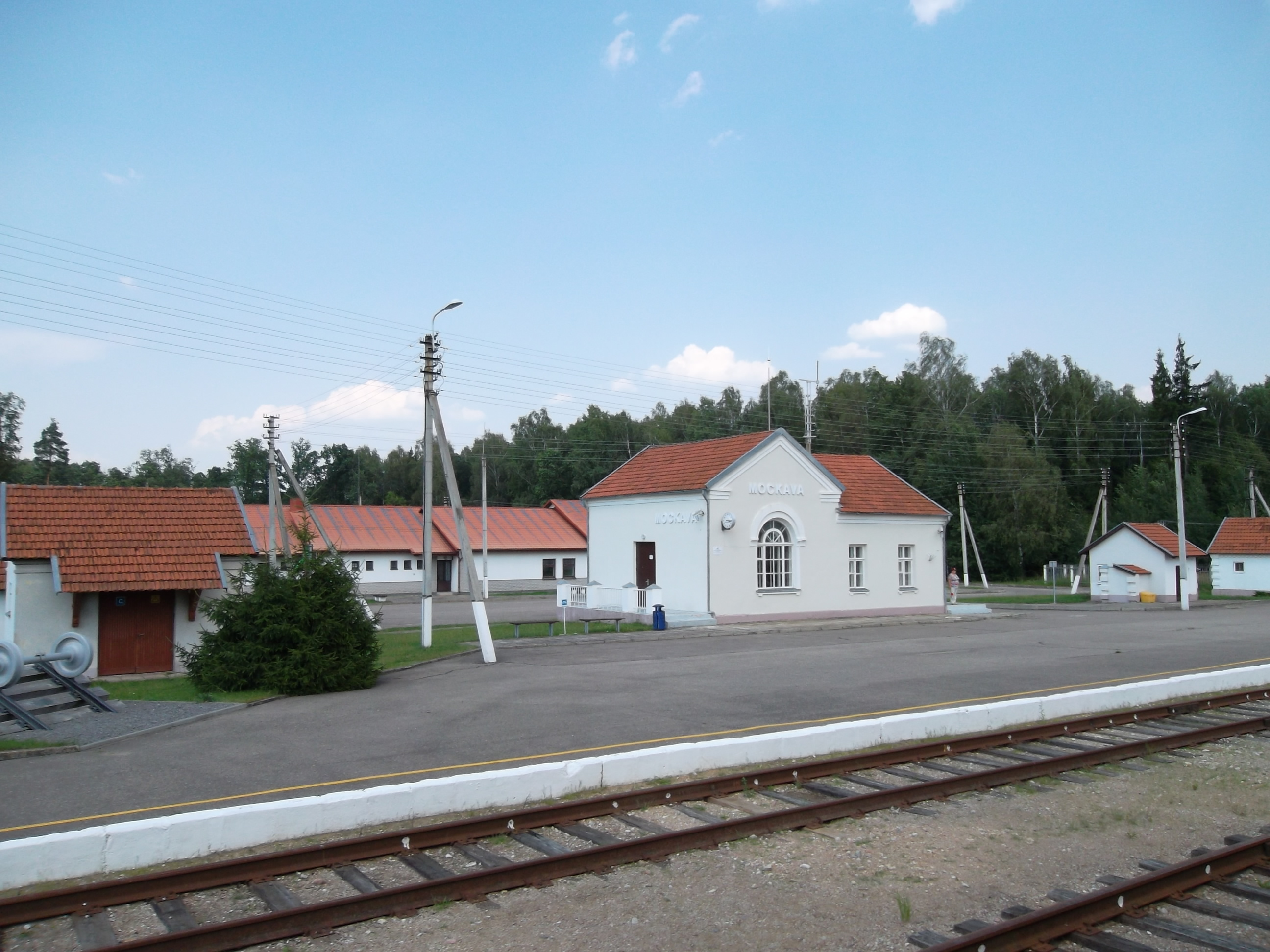
Maćkowo (Mockava)
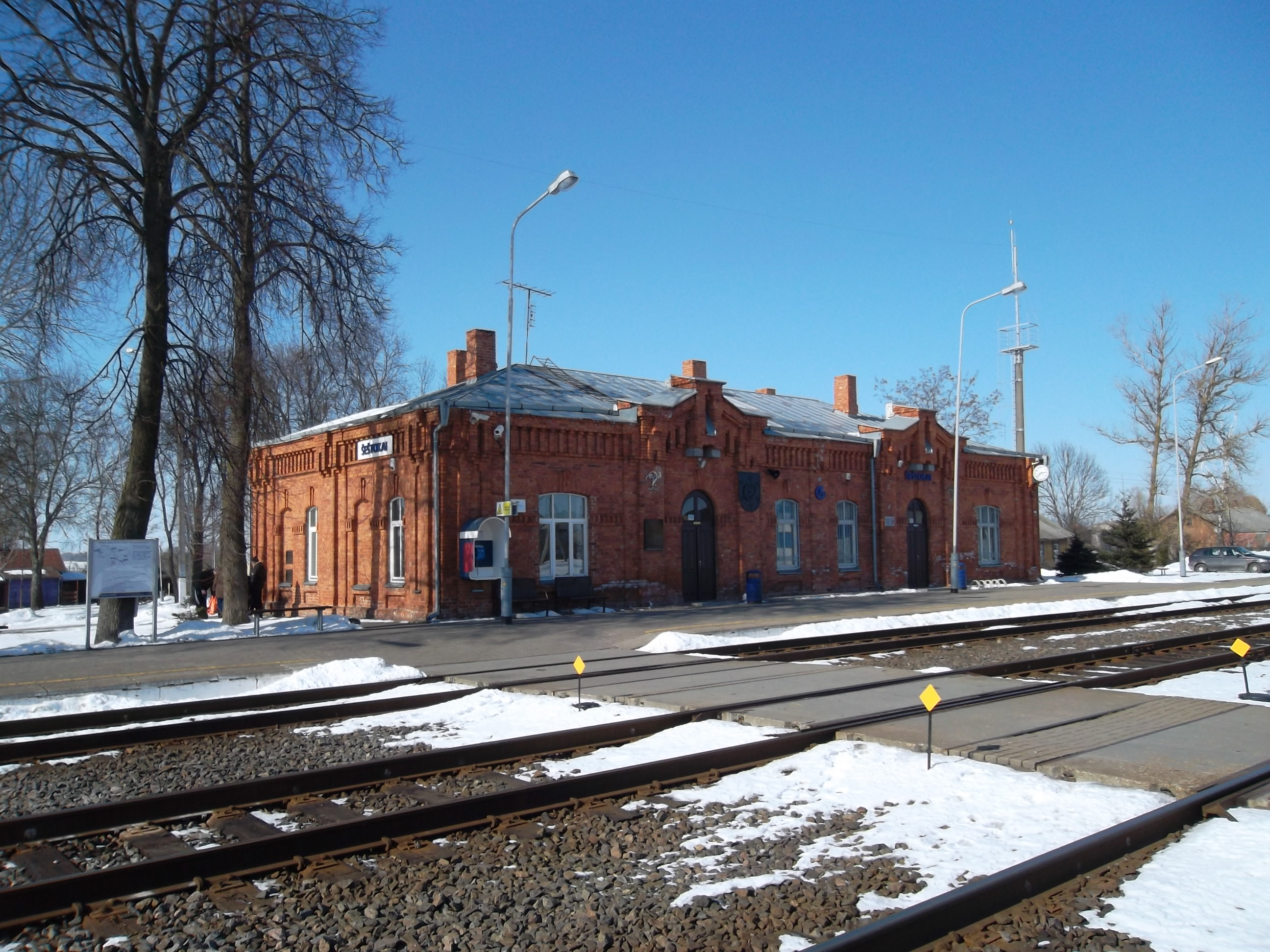
Szostaków (Šeštokai)
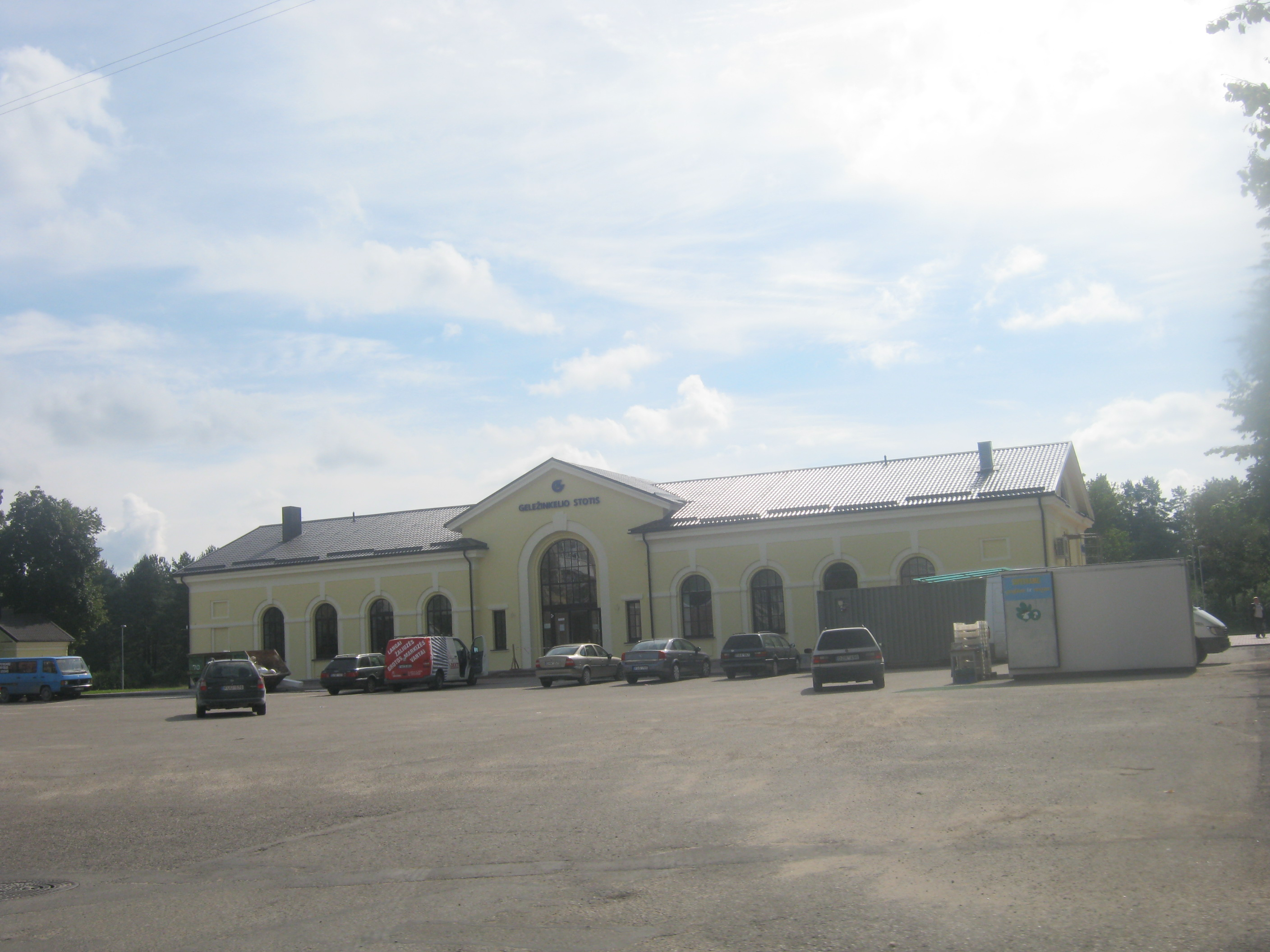
Orany (Varėna)